# 法華寺 (堺市)
法華寺（ほっけじ）は、大阪府堺市北区にある日蓮宗の寺院。和泉西国三十三箇所第9番札所。

## 歴史
天平年間（729年 - 749年）に行基の開基ではないかといわれるが不詳。
往古は毛須荘（もうすのそう）と呼ばれ、それが地名の百舌鳥となったという。また、土師（はじ）郷ともいい豪族土師氏とは関係深い。
当初は真龍山毛須寺と号し、真言宗であったが、元禄年間（1688年-1704年）に日等上人により日蓮宗に改宗。本堂裏の墓地に『当山開基 本聖院日等大徳 正徳元年辛卯八月七日銘』の墓碑がある。
泉州三十三所第9番は、一向宗 正念寺観音堂として信仰されていた時期もあったようであるが、その後、法華寺の境内に移され、今では「百舌鳥の観音さん」として親しまれている。

## 境内
- 本堂（観音堂） - 本尊の十一面観音像は藤原時代（694年-710年）の作といわれる[2]。
- 大荒行堂 - 等身大の鬼子母神が祀られる。

## 行事
- 2月 節分会
- 春秋 彼岸会
- 8月 盂蘭盆会
- 11月 祖師御会式

## 札所
和泉西国三十三箇所
8 観音院　--　9 法華寺　--　10 長谷寺

## 交通
- 御堂筋線なかもず駅より徒歩15分
- 南海高野線百舌鳥八幡駅より徒歩10分
- 阪和線百舌鳥駅より徒歩15分